# Parlementsverkiezingen in Mali (1982)
De algemene verkiezingen in Mali van 1982 werden op 13 juni gehouden op basis van een eenpartijstelsel met de Union démocratique du peuple malien (UDMP) als enige toegestane partij. Bijgevolg kwamen alle 82 zetels in de Nationale Vergadering toe aan de UDPM. De lijst van kandidaten verwierf 99,82% van de stemmen.
| Partij                          | Partij                              | Zetels    | %      |
| ------------------------------- | ----------------------------------- | --------- | ------ |
|                                 | Union démocratique du peuple malien | 82        | 99,82  |
| Tegen                           | Tegen                               |           | 0,18   |
| Totaal                          | Totaal                              | 82        | 100,00 |
|                                 |                                     |           |        |
| Geregistreerde kiezers/ opkomst | Geregistreerde kiezers/ opkomst     | 3.591.716 | 96,01  |
| Bron: AED, W.P.                 |                                     |           |        |

UDPM (Voor): 3.437.505 stemmen
Tegen: 6.199 stemmen